# نیروگاه هسته‌ای کوشنگ
نیروگاه هسته‌ای کوشنگ (به لاتین: Kuosheng Nuclear Power Plant) یک نیروگاه هسته‌ای در تایوان است که در Wanli District واقع شده‌است.